# Agnes Kant

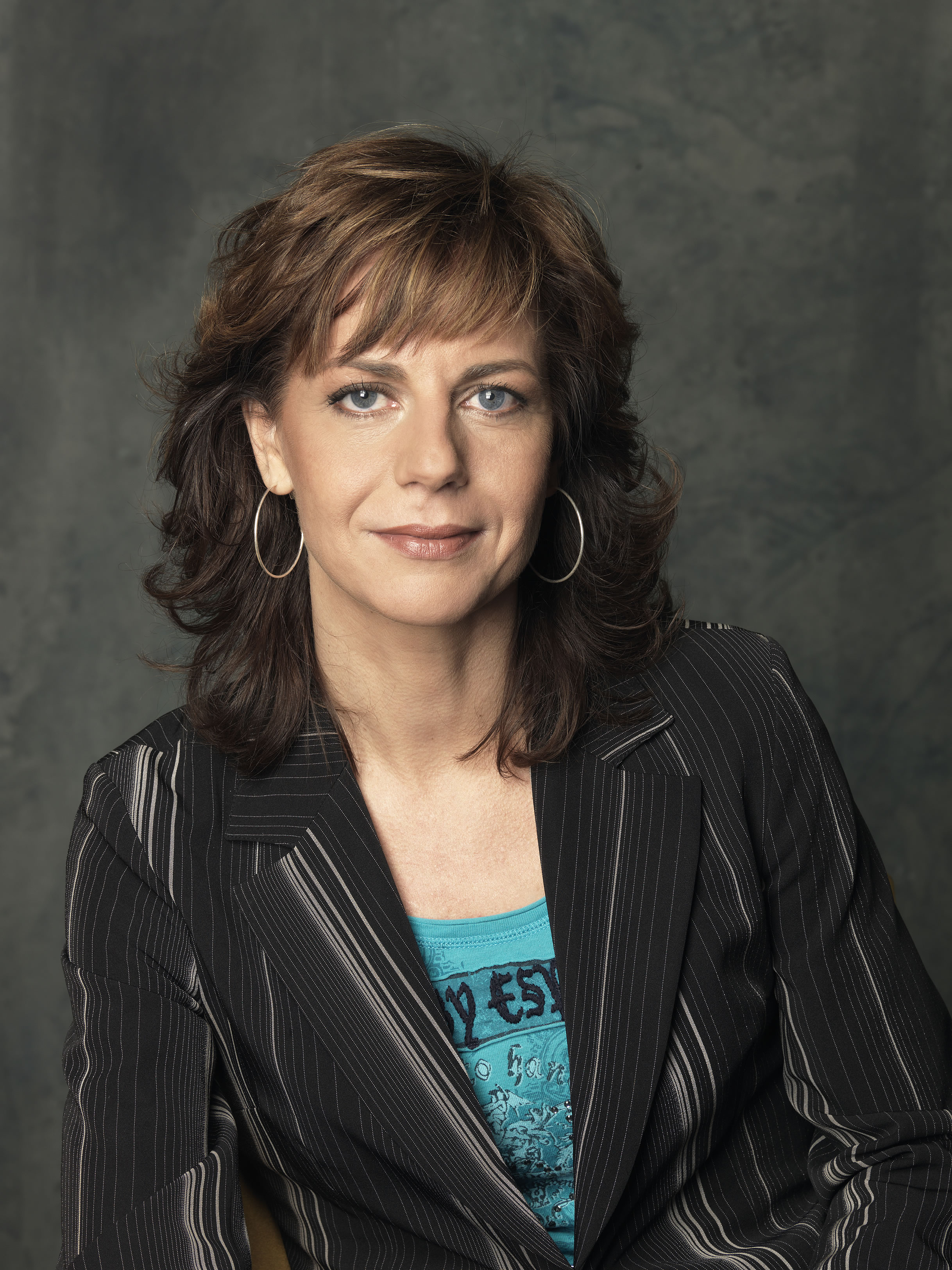
Agnes Kant

Agnes Kant (* 30. Oktober 1969 in Hessisch-Oldendorf) ist eine niederländische Medizinerin und Politikerin der Socialistische Partij.

## Leben
Kant studierte Medizin an der Radboud-Universität Nijmegen. Von 1994 bis 1998 war Kant Mitglied im Gemeinderat von Doesburg.  Kant war von 1998 bis 2010 Abgeordnete in der Zweiten Kammer der Generalstaaten. Vom 20. Juni 2008 bis 5. März 2010 war Kant als Nachfolgerin von Jan Marijnissen Parteivorsitzende der Socialistische Partij. Ihr folgte im Parteiamt Emile Roemer. Kant ist verheiratet, hat zwei Töchter und wohnt in Doesburg.
Seit 2013 ist Agnes Kant Direktorin des Forschungsinstitutes Lareb. Lareb untersucht möglicherweise gesundheitsschädliche Nebenwirkungen von Medikamenten.

## Werke (Auswahl)
- mit B. Th. H. M. Palm: General practice-based call system for cervical cancer screening, attendance rate, participation of women with higher risk and quality assurance. proefschrift. 1997
- Ongemakkelijke minnaars; pleidooi voor een scheiding van tafel en bed, samen met Ineke Palm en Ronald van Raak, over de relatie tussen medisch-wetenschappelijk onderzoek en de farmaceutische industrie. 2001.
- mit Ineke Palm: Meer zorg met minder bureaucratie: 10 voorstellen tegen het georganiseerde wantrouwen in de zorg. Wetenschappelijk Bureau SP, Rotterdam. 2003.